# Erstroff

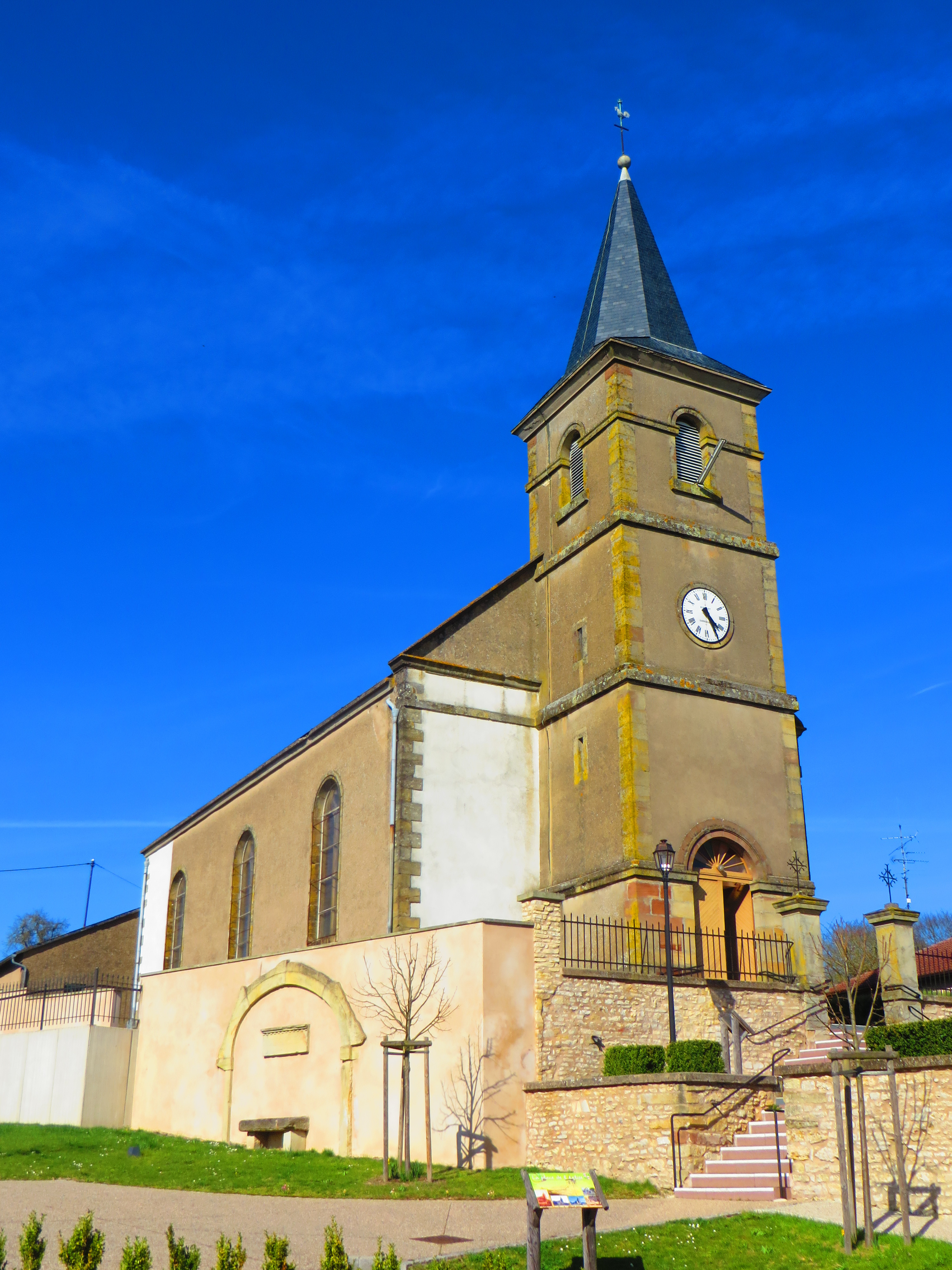
Kreuzerhöhungskirche

Erstroff (deutsch Ersdorf) ist eine französische Gemeinde mit 189 Einwohnern (Stand 1. Januar 2022) im Département Moselle in der Region Grand Est (bis 2015 Lothringen). Sie gehört zum Arrondissement Forbach-Boulay-Moselle.

## Geographie
Die Gemeinde liegt in Lothringen, etwa 50 Kilometer ostsüdöstlich von Metz, 30 Kilometer südsüdwestlich von Forbach und drei Kilometer östlich von Großtänchen sowie zwanzig Kilometer südlich des Grenzortes Freyming-Merlebach (Freimengen-Merlenbach) an der Grenze zum Saarland.

## Geschichte
Ältere Ortsbezeichnungen sind Erstorf (1179), Erstroff (1441), Engelstroff (1544), Erstroff (1595), Herstroff (1656), Herstrof, Erstroff (1756) und Ersdroff (1784). Die Ortschaft war schon 1441 ein Freilehen des Bistums Metz, eines Fürstbistums des Heiligen Römischen Reichs, und wurde später mit der Herrschaft Rohrbach – auch als ‚Herrschaft Rohrbach und Weiler‘ bezeichnet – der Grafen von Kriechingen vereinigt.
Bistum und Dorf wurden 1552 vom Königreich Frankreich annektiert, das sich den Besitz im Westfälischen Frieden 1648 bestätigen ließ.
Durch den Frankfurter Frieden vom 10. Mai 1871 kam das Gebiet an das deutsche Reichsland Elsaß-Lothringen, und das Dorf wurde dem Kreis Forbach im Bezirk Lothringen zugeordnet. Die Dorfbewohner betrieben Getreidebau und Viehzucht.
Nach dem Ersten Weltkrieg musste die Region aufgrund der Bestimmungen des Versailler Vertrags 1919 an Frankreich abgetreten werden. Im Zweiten Weltkrieg war das Gebiet von der deutschen Wehrmacht besetzt, und die Gemeinde stand bis 1944 unter deutscher Verwaltung.

### Demographie
Das Dorf hatte 1871 eine Gemarkungsfläche von 507 Hektar, 90 Häuser, 103 Familien und 420 meist römisch-katholische Einwohner, unter denen sich fünf Mennoniten und 46 Juden befanden. 1910 wurden 260 Einwohner gezählt.
| Jahr      | 1962 | 1968 | 1975 | 1982 | 1990 | 1999 | 2009 | 2019 |
| Einwohner | 200  | 211  | 206  | 208  | 206  | 177  | 204  | 193  |

## Sehenswürdigkeiten
- Kreuzerhöhungs-Kirche (Église de l’Exaltation-de-la-Sainte-Croix) von 1742

## Persönlichkeiten
- Claude Eugène Méderlet (1867–1934), Erzbischof von Madras